# دانشگاه علوم پزشکی کاشان
دانشگاه علوم پزشکی کاشان دانشگاهی زیر نظر وزارت بهداشت، درمان و آموزش پزشکی واقع در شهر کاشان می‌باشد. این دانشگاه در سال ۱۳۷۲ با ارتقا دانشکده علوم پزشکی کاشان تأسیس شد و مسئول ارائه خدمات بهداشتی درمانی به جمعیتی بیش‌از 450 هزار نفر در شهرستان‌های کاشان و آران و بیدگل است

## دانشکده‌ها و مراکز تحقیقاتی
- دانشکده پزشکی
- دانشکده دندانپزشکی
- دانشکده پیراپزشکی
- دانشکده بهداشت
- دانشکده پرستاری و مامایی

### مراکز تحقیقاتی
- مرکز تحقیقات بیوشیمی و تغذیه در بیماری‌های متابولیک
- مرکز تحقیقات علوم تشریحی
- مرکز تحقیقات تروما
- مرکز تحقیقات فیزیولوژی
- مرکز تحقیقات پرستاری تروما
- مرکز تحقیقات تولید سلول‌های جنسی (گامتوژنزیس)
- مرکز تحقیقات مدیریت اطلاعات سلامت
- مرکز تحقیقات بیماری‌های اتوایمیون
- مرکز تحقیقات عوامل اجتماعی مؤثر بر سلامت
- مرکز تحقیقات بیماری‌های عفونی[۳]

## بیمارستان های تحت پوشش
مجتمع بیمارستانی شهید بهشتی کاشان(700تخت خوابی)
بیمارستان نقوی کاشان
بیمارستان اخوان کاشان 
بیمارستان متینی کاشان
بیمارستان کارگرنژاد کاشان
بیمارستان شبیه خوانی کاشان
بیمارستان ثامن الحجج (ع) آران و بیدگل
بیمارستان شهید رجایی آران و بیدگل
بیمارستان امام حسن مجتبی (ع) آران و بیدگل
بیمارستان آیت الله یثربی کاشان